# Caloptilia octopunctata
Caloptilia octopunctata là một loài bướm đêm thuộc họ Gracillariidae. Nó được tìm thấy ởCộng hòa Dân chủ Congo, Tanzania, Uganda, Nam Phi, Ấn Độ, Úc (New South Wales và Queensland), New Zealand và Indonesia.
Sải cánh dài 9–13 mm.
Ấu trùng ăn Homalanthus species, Omalanthus populifolius, Sapium ellipticum, Sapium indicum và Sapium sebiferum. Chúng ăn lá nơi chúng làm tổ. Mines are always started at the upper epidermal layer. The mine at first is narrowly linear, upper epidermal, và transparent-whitish in colour, then it widens to an irregularly blotch-formed mine, which is upper parenchymal và greenish-brown in colour. The third instar larva, transforms to the tissue-feeding type, continues feeding withtrong minecavity. The mine in this stage is completely changed in colour to pale brown, and
slightly contorted on the upper epidermis with silken threads. After the moult, the 4th instar larva emerges from the mine through a round hole, và migrates to the margin of the same leaf or another one. It cuts a strip of the leaf along the margin và rolls up the strip into a cone nằm ở mặt dưới của lá. Then the larva continues to feed inside the cone. The larva seems to make one or more leaf-rolls during the remaining four instars. Pupation occurs withtrong
final leaf-roll in a white và spindle-shaped cocoon.